# Glen Sonmor
Glen Sonmor (né le 22 avril 1929 à Moose Jaw en Saskatchewan au Canada — mort le 14 décembre 2015 à Brantford (Ontario)) est un joueur professionnel canadien de hockey sur glace.

## Biographie
Après avoir joué pour les Wheat Kings de Brandon et les Millers de Minneapolis. Il joue professionnel avec les Barons de Cleveland dans la Ligue américaine ainsi qu'une saison avec les Flyers de Saint-Louis. Pendant les saisons joué dans la LAH, il joua également 28 matchs dans la LNH avec les Rangers de New York.
Il entraîna dès 1958 dans la LAH avec les Indians de Springfield. Ensuite, dix ans plus tard, il alla dans les rangs universitaire avant de monter en AMH avec les Fighting Saints du Minnesota puis les Bulls de Birmingham. Il finit par entrainer dans la LNH avec les North Stars du Minnesota jusqu'en 1983 où il se fait renvoyer pendant la saison.
Il meurt le 12 décembre 2015 à Brantford (Ontario).

## Statistiques

### Joueur
| Saison    | Équipe                 | Ligue   |    | Saison régulière | Saison régulière | Saison régulière | Saison régulière | Saison régulière |   | Séries éliminatoires | Séries éliminatoires | Séries éliminatoires | Séries éliminatoires | Séries éliminatoires |
| Saison    | Équipe                 | Ligue   | PJ | B                | A                | Pts              | Pun              | PJ               | B | A                    | Pts                  | Pun                  |                      |                      |
| 1949-1950 | Millers de Minneapolis | USHL jr | 55 | 17               | 43               | 60               | 25               | 7                | 2 | 4                    | 6                    | 7                    |                      |                      |
| 1950-1951 | Barons de Cleveland    | LAH     | 65 | 14               | 35               | 49               | 47               | 11               | 3 | 4                    | 7                    | 14                   |                      |                      |
| 1951-1952 | Flyers de Saint-Louis  | LAH     | 67 | 24               | 30               | 54               | 32               | -                | - | -                    | -                    | -                    |                      |                      |
| 1952-1953 | Barons de Cleveland    | LAH     | 64 | 25               | 26               | 51               | 62               | 11               | 0 | 2                    | 2                    | 18                   |                      |                      |
| 1953-1954 | Rangers de New York    | LNH     | 15 | 2                | 0                | 2                | 17               | -                | - | -                    | -                    | -                    |                      |                      |
| 1953-1954 | Barons de Cleveland    | LAH     | 31 | 13               | 12               | 25               | 45               | -                | - | -                    | -                    | -                    |                      |                      |
| 1954-1955 | Rangers de New York    | LNH     | 13 | 0                | 0                | 0                | 4                | -                | - | -                    | -                    | -                    |                      |                      |
| 1954-1955 | Barons de Cleveland    | LAH     | 36 | 11               | 21               | 32               | 34               | -                | - | -                    | -                    | -                    |                      |                      |

### Entraineur
| Saison    | Équipe                       | Ligue |    | PJ | V  | D  | N             |  | Séries éliminatoires |
| 1958-1959 | Indians de Springfield       | LAH   | 70 | 30 | 28 | 2  | non qualifiés |  |                      |
| 1970-1971 | Golden Gophers du Minnesota  | WCHA  | 33 | 14 | 17 | 2  |               |  |                      |
| 1971-1972 | Golden Gophers du Minnesota  | WCHA  | 32 | 8  | 24 | 0  |               |  |                      |
| 1972-1973 | Fighting Saints du Minnesota | AMH   | 59 | 28 | 28 | 3  |               |  |                      |
| 1976-1977 | Fighting Saints du Minnesota | AMH   | 42 | 19 | 18 | 5  | non qualifiés |  |                      |
| 1977-1978 | Bulls de Birmingham          | AMH   | 80 | 36 | 41 | 3  | 1er tour      |  |                      |
| 1979-1980 | North Stars du Minnesota     | LNH   | 80 | 36 | 28 | 16 | 3e tour       |  |                      |
| 1980-1981 | North Stars du Minnesota     | LNH   | 80 | 35 | 28 | 17 | Finale        |  |                      |
| 1981-1982 | North Stars du Minnesota     | LNH   | 80 | 37 | 23 | 20 | 1er tour      |  |                      |
| 1982-1983 | North Stars du Minnesota     | LNH   | 44 | 23 | 12 | 9  |               |  |                      |

## Trophées et honneurs personnels
- Trophée Lester-Patrick : 2006